# Nederländerna i olympiska vinterspelen 2014
Nederländerna deltog i de olympiska vinterspelen 2014 i Sotji, Ryssland, med en trupp på 41 atleter fördelat på 4 sporter. Fanbärare av den nederländska truppen på invigningen i Sotjis Olympiastadion var Jorien ter Mors som tävlade i hastighetsåkning på skridskor och short track.

## Medaljörer
| Valör  | Namn            | Gren                                                  | Datum       |
| ------ | --------------- | ----------------------------------------------------- | ----------- |
| Guld   | Sven Kramer     | Herrarnas 5 000 meter i hastighetsåkning på skridskor | 8 februari  |
| Guld   | Ireen Wüst      | Damernas 3 000 meter i hastighetsåkning på skridskor  | 9 februari  |
| Guld   | Michel Mulder   | Herrarnas 500 meter i hastighetsåkning på skridskor   | 10 februari |
| Silver | Jan Blokhuijsen | Herrarnas 5 000 meter i hastighetsåkning på skridskor | 8 februari  |
| Silver | Jan Smeekens    | Herrarnas 500 meter i hastighetsåkning på skridskor   | 10 februari |
| Brons  | Jorrit Bergsma  | Herrarnas 5 000 meter i hastighetsåkning på skridskor | 8 februari  |
| Brons  | Ronald Mulder   | Herrarnas 500 meter i hastighetsåkning på skridskor   | 10 februari |